# Alquiler turístico
El alquiler turístico (también denominado alquiler vacacional o de corta estancia) es una modalidad de arrendamiento de viviendas amuebladas ofrecidas por períodos breves, generalmente inferiores a un mes, a personas viajeras sin establecer residencia habitual. Suele presentarse como alternativa a los hoteles y se gestiona tanto por propietarios privados como por intermediarios profesionales a través de plataformas digitales como Airbnb, Booking.com o Vrbo.
Su expansión ha generado efectos positivos sobre la economía local, como el impulso al turismo y la diversificación de la oferta de alojamiento. Sin embargo, también ha sido objeto de críticas cuando su proliferación en zonas urbanas provoca gentrificación, presión en el mercado de alquiler residencial y tensiones comunitarias.
La regulación de esta actividad varía notablemente entre países y municipios, incluyendo requisitos como licencias, límites de días de ocupación, zonas autorizadas, tasas turísticas o inscripción en registros oficiales.